# Європейський журнал кримінології
Європейський журнал кримінології (англ. European Journal of Criminology) — наукове видання. Виходить друком із 2004 р. Головний редактор — Даріо Мелоссі (Болонський університет, Італія, 2019). До складу редколегії цього журналу залучено 
провідних фахівців у галузі наук кримінально-правового циклу, зокрема науковців із Великої Британії, Естонії, Іспанії, Литви, Нідерландів, Німеччини, Польщі, Словенії, США, Угорщини, Фінляндії, Швейцарії, Швеції. Партнером і видавцем є міжнародне видавництво SAGE Publishing.
Тематика: кримінологія, кримінальне правосуддя. Періодичність виходу у світ — 6 разів на рік. У журналі публікуються наукові праці англійською мовою. Він індексується в Scopus та Social Sciences Citation Index (SSCI).
Журнал публікує високоякісні статті, які ґрунтуються на різних методологічних підходах й охоплюють результати емпіричних досліджень у межах окремих теорій причин злочинної поведінки, порівняльних досліджень, містять систематичну оцінку стратегій запобігання злочинності та її різних видів за країнами, аналізують вплив різноманітних інститутів держави, політичних процесів на злочинність. У журналі розміщуються дослідження щодо окремих країн, де узагальнюються основні факти про систему кримінального правосуддя в країні, розглядаються тенденції у сфері злочинності та покарання, обговорюються найбільш важливі публікації за останні роки.
Пріоритет надається статтям, які вивчають ці та інші проблеми в рамках широкої Європи (поза межами ЄС), хоча результати можуть бути отримані з інших частин світу. Особлива увага приділяється використанню фактичних даних, отриманих за допомогою кількісних і якісних методів соціальних наук, для оцінки кримінологічних ідей і кримінологічної політики.
У ньому були опубліковані наукові праці таких відомих європейських кримінологів, як Марсело Аебі та Антонія Лінде (Наполегливість способу життя: коефіцієнти та співвідношення вбивств у Західній Європі з 1960 по 2010 рік; 2014 рік), Гєрбєн Бруінсма (Поширення теорій причин злочинності в епоху фрагментації: Роздуми про сучасний стан кримінологічної теорії, 2016 р.), Том Даемс (Серце європейської пенології: коментар до Фрайберга, 2010), Ян ван Дейк (Справа щодо порівняльних заходів злочинності, заснованих на опитуванні, 2015 р.), Александрас Добринінас та Гінтаускас Сакалаускас (Опитування країни: Кримінологія, злочинність та кримінальне правосуддя в Литві, 2011 рік), Дірк Енцман та ін. (Молодіжна злочинність, про яку повідомлялося, в Європі та за її межами: перші результати Другого міжнародного дослідження про правопорушення щодо самозвіту в контексті даних про поліцію та віктимізацію, 2010 рік), Мартін Кілліас та ін. (Смерть правопорушників у Швейцарії, 2005 р), Кшиштоф Краєвський (Злочин та кримінальне правосуддя у Польщі, 2004 р), Девід Нєлкєн (Порівняння фольги або порівняння з фольгою? Навчання з італійської ювенальної юстиції, 2015 рік), Лівєн Паувєльс та ін. (Тестування теорії ситуаційних дій: оповідальний огляд досліджень, опублікованих між 2006 та 2015 роками; 2018 рік), Майкл Тонрі (Чи корисні міждержавні та порівняльні дослідження системи кримінальної юстиції? 2015 рік), Деррік Джоліфф та Девід Фарінгтон (Кримінальна кар'єра засуджених за злочини ненависті у Великій Британії, 2019 рік).
У 2019 авторам найкращої статті, опублікованій у журналі протягом року, вперше буде присуджено премію, яка має стати щорічною.
Європейський журнал кримінології є членом Комітету з етики публікацій (COPE).